# 水母素
水母素（英語：Aequorin，又譯埃奎明，分子量：相對分子約35000）是一種生物发光蛋白质，屬荧光素酶，具蛋白質一般特性，双缩脲和茚三酮反應均呈陽性，遇硫酸铵時沉澱。高溫時荧光迅速消失。pH低於4時即使在0℃也不穩定，但在10mmolEDTA中相對穩定。溶液在紫外線照射下無螢光，但在加入Ca2+後即顯明亮藍色螢光。水母素EDTA溶液在波长280nm处有吸收峰。等电点pH3.5以下（因水母素吸附於紙上，故用紙電泳很難測準）。在溶液中存在钙离子的情況下，水母素可以通過催化其底物腔腸素發生氧化反應而發光。由於其發光受鈣離子濃度的影響，因此可以用它來檢測生物體內的鈣。

## 歷史
水母素是在1962年由美国科学家下村脩和弗兰克·约翰森（Frank H. Johnson）在維多利亞多管發光水母中发现的。

催化机制简图

## 外部連結
- Swiss-Prot Aequorin entry （页面存档备份，存于）